# Six Jours de Marseille
Les Six Jours de Marseille sont une course cycliste de six jours disputée au vélodrome Jean-Bouin, à Marseille (France). Quatre éditions sont  organisées, de 1928 à 1933.

## Palmarès
| Année | Vainqueur                          | Deuxième                      | Troisième                      |
| ----- | ---------------------------------- | ----------------------------- | ------------------------------ |
| 1928  | Georges Faudet Gabriel Marcillac   | Louis Fabre Lucien Choury     | Pierre Rielens Charles Juseret |
| 1929  | Non-disputés                       |                               |                                |
| 1930  | André Raynaud Octave Dayen         | Louis Fabre Lucien Choury     | Georges Coupry Maurice Cordier |
| 1931  | Non-disputés                       |                               |                                |
| 1932  | Piet van Kempen Armand Blanchonnet | Georges Wambst Paul Broccardo | Louis Fabre Lucien Choury      |
| 1933  | Albert Buysse Albert Billiet       | Adolphe Charlier Roger Deneef | Antoine Pugliesi Octave Dayen  |